# Municipio de Apatzingán
El municipio de Apatzingán es uno de los 113 municipios en que se encuentra dividido el estado mexicano de Michoacán de Ocampo, ubicado al sureste del estado, su cabecera es la ciudad de Apatzingán de la Constitución.

## Geografía

### Ubicación
El municipio de Apatzingán se encuentra en el sureste del estado de Michoacán en la región conocida como la Tierra Caliente, tiene una extensión territorial de 1656.67 kilómetros cuadrados y representa el 2.81 % de la superficie del estado; sus coordenadas geográficas extremas son 18°42′-19°14′ de latitud norte y 102°11′-102°39′ de longitud oeste y su altitud fluctúa entre un máximo de 2000 y un mínimo de 200 metros sobre el nivel del mar.
Limita al norte con el municipio de Tancítaro, al este con el municipio de Parácuaro, al sureste con el municipio de La Huacana, al sur con el municipio de Tumbiscatío, al oeste con el municipio de Aguililla y al noroeste con el municipio de Buenavista. 

### Orografía
Su relieve lo conforman la Sierra Madre del Sur, la depresión del Tepalcatepec y la Sierra de Acahuato, junto con los cerros de San Miguel, San Juan, La Majada, el Cantón y La Angostura. Destacan los ríos El Tesorero, La Caballada, Apatzingán y Tepalcatepec; los lagos El Chandio, La Majada, Huarandicho y Tancitarillo; y los manantiales Apatzingán, Atimapa y Las Delicias. El terreno en lo general es plano, tepetatoso y de tipo volcánico. Los suelos del municipio datan de los periodos Cenozoico y Cuaternario, correspondientes a los del tipo podzólico de pradera, amarillo de bosque y castaño. Su uso es principalmente agrícola y forestal y en menor porción ganadero.

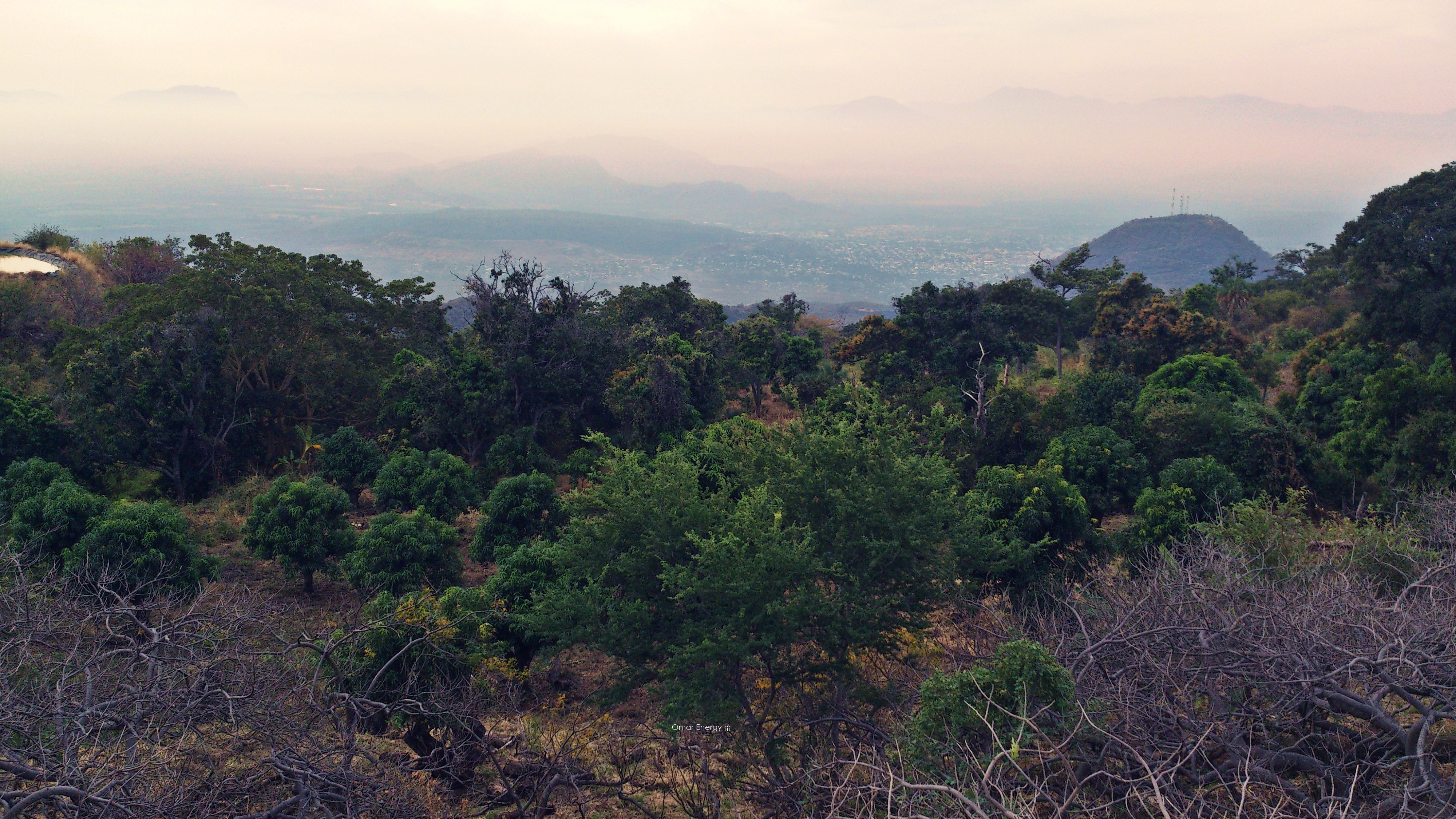
Vista de Apatzingán desde Acahuato

### Clima
Su clima es tropical con lluvias en verano y seco estepario en el centro del municipio. Tiene una precipitación pluvial anual de 769 mm y temperaturas que oscilan de 8 a 39.8 °C. 

### Ecosistemas

#### Flora

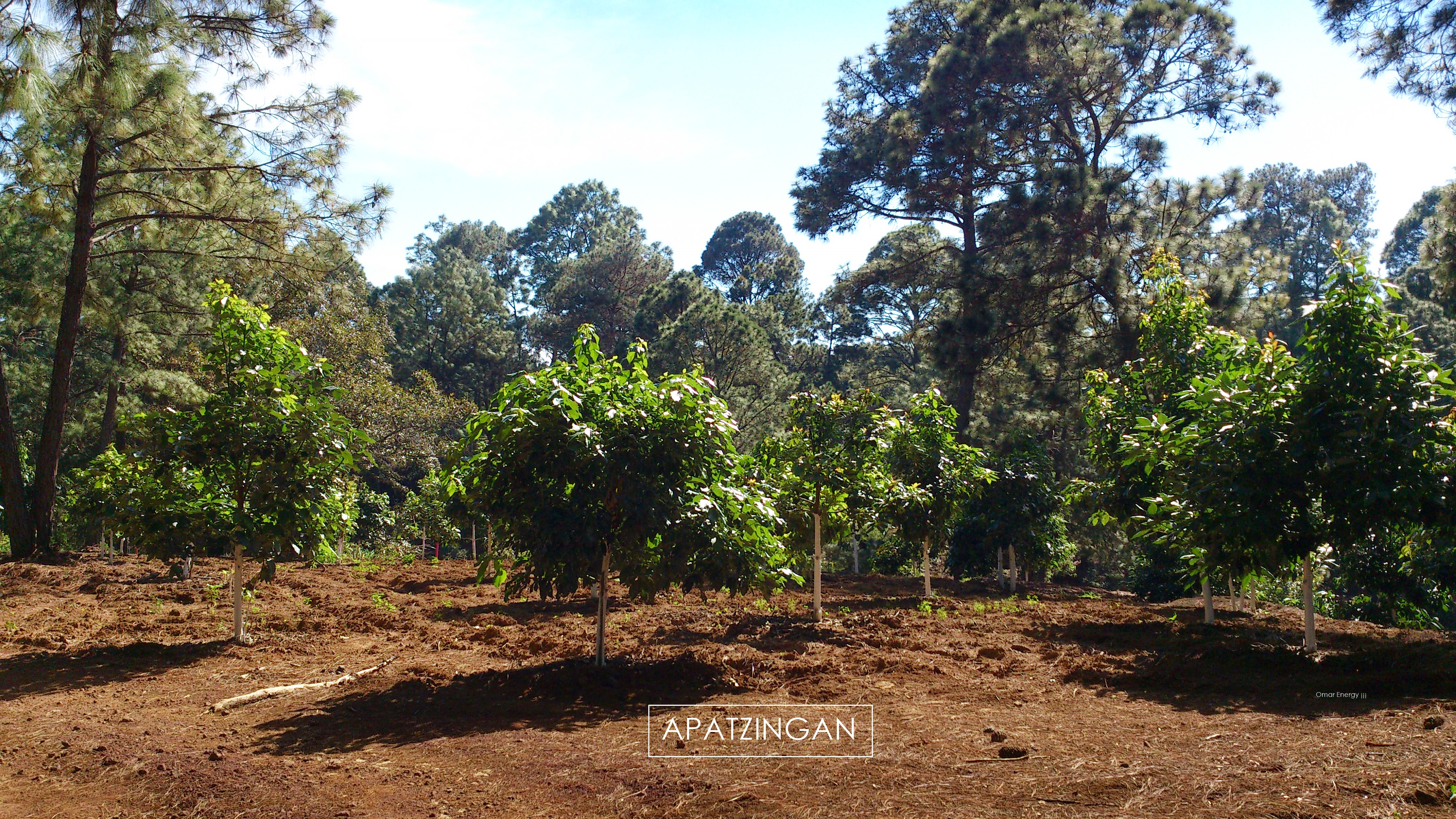
Sierra Aguacatera de Apatzingán

La flora de la ciudad la conforman el bosque tropical espinoso con huisache, cueramo, mezquite, frijolillo, parota, capire, higuera, pochota o ceiba, curindal, etc. Frutales: plátano, mango, aguacate, zapote, tamarindo, pinzan y changungas.
- Bosque tropical espinoso: huisache, cueramo, mezquite, frijolillo, teteche, viejito.
- Bosque tropical caducifolio: zapote, plátano, mango, ceiba parota, tepeguaje.
- Bosque mixto: pino, encino.

#### Fauna
La fauna la constituye principalmente el venado, armadillo, liebre, ardilla, cuinique, coyote, ardilla voladora, conejo, iguanas, tlacuache, etc. En las aves se encuentran la chachalaca, paloma, correcaminos, pericos, primavera, golondrina, zanate, ticuz, colibrí, cotorras, pájaro carpintero como el pitorreal, la ticucuta y huilotas.
- ardilla voladora
- armadillo
- cacomixtle
- comadreja
- coyote
- conejo de Castilla
- mapache
- tlacuache
- zorro gris
- zorrillo
- cerceta
- chachalaca
- güilota
- gallina de monte
- codorniz listada
- pato
- faisán gritón
- guajolote silvestre
- torcaza
- Puma

### Recursos naturales
La superficie forestal maderable es ocupada por especies de selva baja; la superficie no maderable, por arbustos de varias especies.
Los suelos del municipio datan de los periodos cenozoico y cuaternario, correspondiendo principalmente a los del tipo podzólico, de pradera, amarillo de bosque y castaño. Su uso es primordialmente agrícola y forestal y en menor proporción ganadero.

## Demografía
De acuerdo a los resultados del Censo de Población y Vivienda realizado en 2020 por el Instituto Nacional de Estadística y Geografía la población total del municipio de Apatzingán es de 126 191 habitantes, de los cuales 62 153 son hombres y 64 038 son mujeres.

### Localidades
En el censo de 2020 el municipio de Apatzingán contaba con 168 localidades.
| Código INEGI      | Localidad                     | Población (2020) |
| ----------------- | ----------------------------- | ---------------- |
| 160060001         | Apatzingán de la Constitución | 102 362          |
| 160060023         | Cenobio Moreno                | 3 267            |
| 160060055         | Loma de los Hoyos             | 1 561            |
| 160060108         | Presa del Rosario             | 1 346            |
| 160060125         | San Juan de los Plátanos      | 1 315            |
| 160060122         | San Antonio la Labor          | 1 173            |
| 160060116         | El Recreo                     | 1 122            |
| 160060033         | Chandio                       | 1 083            |
| Otras localidades | Otras localidades             | 12 962           |
| Total municipal   | Total municipal               | 126 191          |

## Política

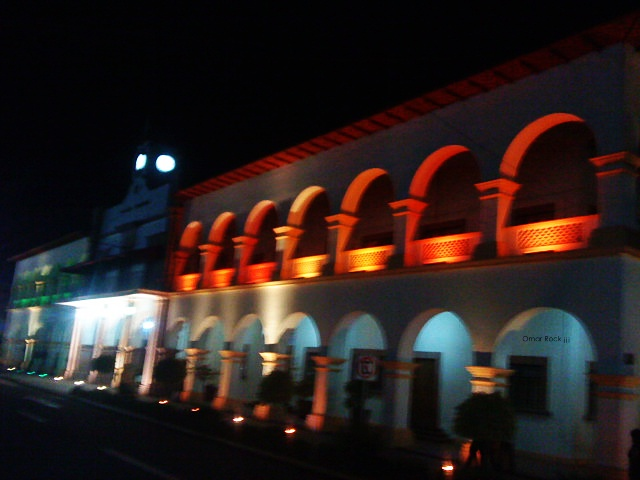
Palacio del Ayuntamiento

El gobierno del municipio le corresponde como en todos los municipios de México, al Ayuntamiento electo mediante voto universal, directo y secreto para un periodo de tres años no reelegibles para el periodo inmediato pero si de forma no continua y está conformado por el presidente municipal, un síndico y el cabildo integrado por doce regidores, siete electos por mayoría y cinco por el principio de representación proporcional; todos comienzan a ejercer su cargo el día 1 de septiembre del año siguiente a su elección.

### Subdivisión administrativa
El gobierno interior de los municipios corresponde a los jefes de tenencia y a los encargados del orden que son electos por pleibiscito para un periodo de tres años, en Apatzingán no existen jefaturas de tenencia pero sí 21 encargados de orden.

### Representación legislativa
Para la elección de diputados al Congreso de Michoacán y a la Cámara de Diputados, el municipio de Apatzingán se encuentra integrado en los siguientes distritos electorales:
Local:
- Distrito electoral local 23 de Michoacán con cabecera en la ciudad de Apatzingán de la Constitución.[9]

Federal:
- Distrito electoral federal 2 Michoacán con cabecera en la ciudad de Apatzingán de la Constitución.[10]

### Presidentes municipales
- (1999-2001):  Jorge Luis Castañeda Castillo
- (2002-2004):  Roldán Álvarez Ayala
- (2005-2007):  Antonio Cruz Lucatero
- (2008-2010):  Genaro Guízar Valencia
- (2011-2013):  Uriel Chávez Mendoza
- (2015-2017):  César Chávez Garibay
- (2018-2021):  José Luis Cruz Lucatero
- (2021-2024):  José Luis Cruz Lucatero
- (2024-2027):  Fanny Lyssette Arreola Pichardo